# Der Arzneimittelbrief
Der Arzneimittelbrief ist eine medizinische Fachzeitschrift, die sich kritisch mit den Wirkungen und unerwünschten Wirkungen von Arzneimitteln beschäftigt. Sie erscheint seit 1967 einmalig monatlich und wird von klinisch tätigen Ärzten herausgegeben, die sich dem Ziel verpflichtet fühlen, Arzneimittel rational einzusetzen. Der Arzneimittelbrief erscheint ohne Werbung. Er ist nach Angaben der Herausgeber unbeeinflusst von Interessen der Gesundheitsbehörden, von medizinischen Gesellschaften, Verbänden und insbesondere von der pharmazeutischen Industrie.
Herausgeber sind der Berliner Internist, Hämatologe und Onkologe Wolf-Dieter Ludwig, Vorsitzender der Arzneimittelkommission der deutschen Ärzteschaft (AkdÄ) und der Salzburger Internist und Kardiologe Jochen Schuler. Der Arzneimittelbrief hat 2 Schriftleitungen, eine in Deutschland (Berlin) und eine in Österreich (Salzburg). Darüber hinaus gibt es einen 14-köpfigen wissenschaftlichen Beirat.
Der Arzneimittelbrief ist Mitglied der International Society of Drug Bulletins (ISDB).
Die Herausgeber des Arzneimittelbriefs geben gemeinsam mit Autoren und Herausgebern von arznei-telegramm, Arzneiverordnung in der Praxis und Pharma-Brief auch die medizinische Laienzeitschrift Gute Pillen – Schlechte Pillen heraus.

## Varia
Erste Ausgabe 1967